# In the Sign of Evil
In the Sign of Evil je prvi EP njemačkog thrash metal sastava Sodom objavljen u siječnju 1985. godine.

## Popis pjesama
| 1. | »Outbreak of Evil« | 4:48 |
| 2. | »Sepulchral Voice« | 4:31 |

| 3.    | »Blasphemer«            | 3:05 |
| 4.    | »Witching Metal«        | 3:13 |
| 5.    | »Burst Command til War« | 3:36 |
| 19:13 |                         |      |

## Zasluge
Sodom
- Tom Angelripper - vokali, bas-gitara
- Grave Violator - gitara
- Witchhunter - bubnjevi